# Arizonaekorre
Arizonaekorre (Sciurus arizonensis) är en däggdjursart som beskrevs av Elliott Coues 1867. Sciurus arizonensis ingår i släktet trädekorrar, och familjen ekorrar. IUCN kategoriserar arten globalt som otillräckligt studerad.
Inga underarter finns listade enligt Catalogue of Life. Wilson & Reeder (2005) skiljer däremot mellan 3 underarter.

## Utseende
Arten blir 20 till 28 cm lång (huvud och bål) och har en ungefär lika lång yvig svans. Vikten varierar mellan 520 och 875 g. Arizonaekorre har på ovansidan en gråaktig päls med några gulaktiga skuggor. Svansens ovansida är mörkgrå till svartaktig och dess undersida är gulbrun. Svansens två huvudfärger är skilda genom en vit kant. På buken har denna ekorre vitaktig päls. Under årets kalla månader (november till april) blir pälsen mörkare. I motsats till borstörad ekorre finns inga tofsar på öronen.

## Utbredning och habitat
Arizonaekorre lever i sydvästra USA (Arizona och New Mexico) och i norra Mexiko (Sonora). Arten vistas där i bergstrakter som ligger 1100 till 2700 meter över havet. Habitatet utgörs av skogar med löv- och barrträd samt av gräsmarker i närheten av skogar. Ofta förekommer trädet Juglans major som tillhör valnötssläktet i utbredningsområdet.

## Ekologi
Individerna klättrar i träd eller går på marken. När de upptäcker en fara kan de sitta längre tider orörlig på samma plats. Vid akut fara skriker ekorren högt och söker skydd i trädens övre delar. Till artens fiender räknas bland annat fläckskunkar, ormar och tamkatter. Flera individer faller offer för rovfåglar och rödlon. Arizonaekorre bygger sitt bo av blad och andra växtdelar och placerar det på en gren eller i en hålighet i trädet. Ibland har en individ flera bon i reviret. På vintern kan flera individer vila i samma bo.
Denna ekorre äter olika växtdelar beroende på utbudet. Den föredrar valnöt och ekollon men äter även frukter, svampar, bär, blommor, bark och annat.
Honor har bara en kull per år och några honor fortplantar sig inte varje år. Parningen är kopplad till blommornas blomstring under våren. Enligt teorin äter Arizonaekorren blommorna och det vitamin A som finns i blommorna ökar djurets parningsberedskap. Vanligen sker parningen i april eller maj och efter två månaders dräktighet föds två till fyra ungar.